# ホーム・アンド・コロニアル・スクールソサエティ
ホーム・アンド・コロニアル・スクールソサエティ(英語: The Home and Colonial School Society)は、 特にペスタロッチが提案した当時斬新な方法による児童教育と教師の訓練を目的として、エリザベス・メイヨー、チャールズ・メイヨー、ジェームス・ピエールポント・グリーブス、ジョン・S・レイノルズによって1836年に設立された私立学校である。ロンドンのグレイズ・イン・ロードにあった。

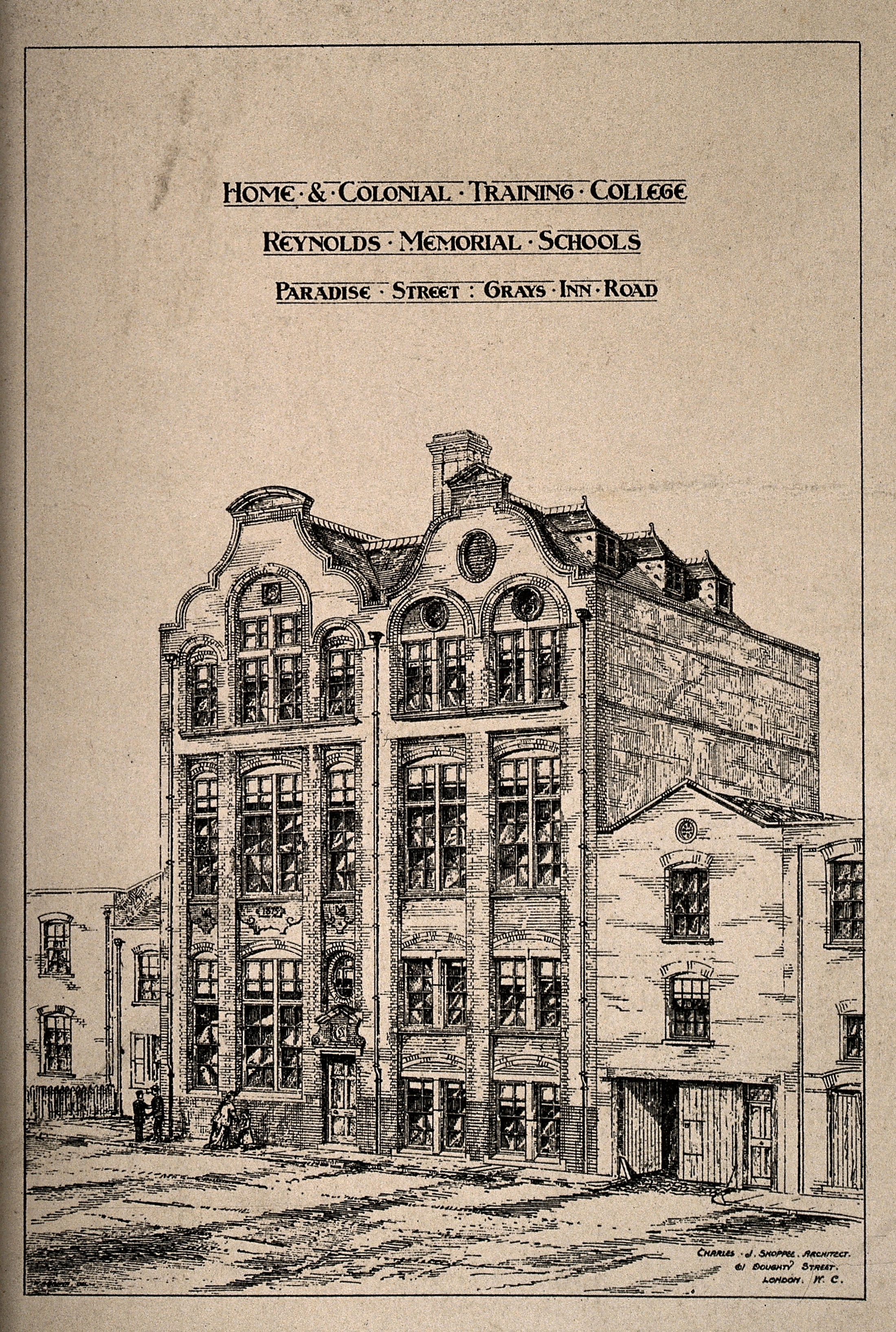
グレイズ・イン・ロードにあったホーム・アンド・スクールコロニアルソサエティ

## 著名な人物
- ハナ・キャサリン・マレンス：英領インドのゼナナ伝道所で働いていた[2]
- シャーロット・メイソン：イギリスの教育思想家、全国親教育連合会の創設者
- マリアンヌ・バーナード：ガートン大学の後援者
- ジェーン・ロードナイト：ノッティンガムの学校検査官[3]